# Roque Serna Martínez
Roque Serna Martínez (Callosa de Segura, 1908 - Moscú, 1985) fue un obrero y político español, de ideología comunista.

## Biografía
Nació en la localidad alicantina de Callosa de Segura en 1908. En su juventud trabajó con su padre, alpargatero de profesión. Ello le llevaría a afiliarse al sindicato textil, en 1926, participando en varias huelgas. En 1931 ingresó en el Partido Comunista de España, en el cual ostentaría la presidencia del Sindicato de Rastrilladores. Tras el estallido de la Guerra civil pasó a formar parte del comisariado político del Ejército Popular de la República. En calidad de tal, ejerció como comisario político de la 26.ª Brigada Mixta.
Al final de la guerra abandonó España, exiliándose en la Unión Soviética. Allí cursó estudios en la escuela política de Planérnaya. Durante la Segunda Guerra Mundial fue voluntario en el Ejército Rojo; formaría parte de un destacamento de guerrilleros españoles, en el cual ostentó el mando de una compañía. Tras la contienda trabajó como cargador hasta su jubilación. Fijaría su residencia en Moscú. Falleció en noviembre de 1985.

## Obras
- —— (1981). Heroísmo español en Rusia 1941-1945. Madrid: Gráficas Cañizares.[5]